# Niándoma
Niándoma (en ruso: Няндома) es una ciudad de Rusia perteneciente al óblast de Arcángel y es el centro administrativo del raión de Niándomski. Está situada a 347 kilómetros al sur de Arcángel. Su población en el año 2006 era de 22.136 habitantes.

## Historia
Niándoma se fundó en 1896 alrededor de la estación de ferrocarril “Niándoma” en la línea de Vólogda a Arcángel y recibió el estatuto de ciudad en 1939.

## Evolución demográfica
| 14,900                     | 21,700 | 23,400 | 24,826 | 22,136 |
| (Fuente: [cita requerida]) |        |        |        |        |

- Datos: Q175601
- Multimedia: Nyandoma / Q175601